# Конвой «Вевак № 21»
Конвой «Вевак № 21» — японський конвой часів Другої світової війни, проведення якого відбувалось у березні 1944-го.
Пунктом призначення конвою був Вевак на північному узбережжі Нової Гвінеї, де розміщувався головний японський гарнізон на цьому острові. Вихідним пунктом став Палау — важливий транспортний хаб на заході Каролінських островів.
До складу конвою увійшли транспорти «Якумо-Мару», «Таєй-Мару» (Taiei Maru), «Тешіо-Мару» (Teshio Maru) та мале вантажене судно, тоді як охорону забезпечували мисливець за підводними човнами CH-35 та допоміжні мисливці за підводними човнами CHa-10, CHa-47 та CHa-62.
Загін вийшов з порту 12 березня 1944-го та спершу узяв курс на порту Голландія (наразі Джаяпура), за три з половиною сотні кілометрів на захід від Веваку. 16 березня на підході до Голландії американські патрульні літаки атакували загін та завдали пошкоджень всім трьом транспортам і CH-35. Тієї ж доби конвой прибув до Голландії. 17 березня загін вийшов до Веваку, хоча через пошкодження «Тешіо-Мару» довелось залишити в Голландії (надалі зможе повернутись на Палау, де загине вже 30 березня 1944-го під час розгрому цієї бази авіаносним з'єднанням).
18 березня загін прибув до Веваку та почав розвантаження амуніції та продовольства. Невдовзі цю базу почали бомбардувати 5 американських есмінців, так що конвой полишив порт і перейшов до острова Мусшу (два десятки кілометрів на північний захід від Веваку), де CHa-10 був потоплений вогнем есмінця USS Daly. Враховуючи обставини, конвой дістав наказ повертатись і рушив назад, при цьому він встигнув забрати з собою 363 військовослужбовці.
19 березня авіаційна розвідка знову виявила конвой, який став ціллю для двох потужних нальотів, у другому з яких взяло участь 89 бомбардувальників В-25 та А-20 під прикриттям винищувачів. Літаки атакували з надмалих висот, так що один з А-20 зачепив пропелером щоглу «Таєй-Мару» і зазнав катастрофи (один з членів екіпажу загинув, другого вдалось врятувати), а ще один А-20 привіз на гондолі двигуна аркуш із судового журналу «Таєй-Мару». Всього було втрачено два літаки, проте масована атака призвела до знищення майже всіх кораблів конвою — «Якумо-Мару» (разом з цим транспортом загинули 62 члени екіпажу та 48 військовослужбовців), «Таєй-Мару», CHa-47 та CHa-62.
20 березня CH-35 спробував розшукати вцілілих, проте знайшов лише одного моряка з «Якумо-Мару». 23 березня CH-35 повернувся на Палау.